# Savacu-de-coroa
Goraz-coroado, savacu-de-coroa ou garça-noturna-coroada (Nyctanassa violacea) é uma ave pelecaniforme da família dos ardeídeos típica dos manguezais dos Estados Unidos até o norte do Peru e o sul do Brasil. Mede cerca de 60 cm de comprimento, com a cabeça e as penas nucais brancas e dorso cinzento. Também é conhecido pelos nomes de dorminhoco, matirão, mutirão, sabacu-de-coroa e tamatião.

## Descrição
O savacu-de-coroa é uma garça bastante atarracada, variando de 55 a 70 cm e de 650 a 850 g, as fêmeas sendo um pouco menores que os machos. Ele tem uma envergadura que varia de 101 a 112 cm. O pescoço, fino quando estendido, dá à ave uma cabeça comicamente grande em comparação ao corpo, com um bico grande e pesado.

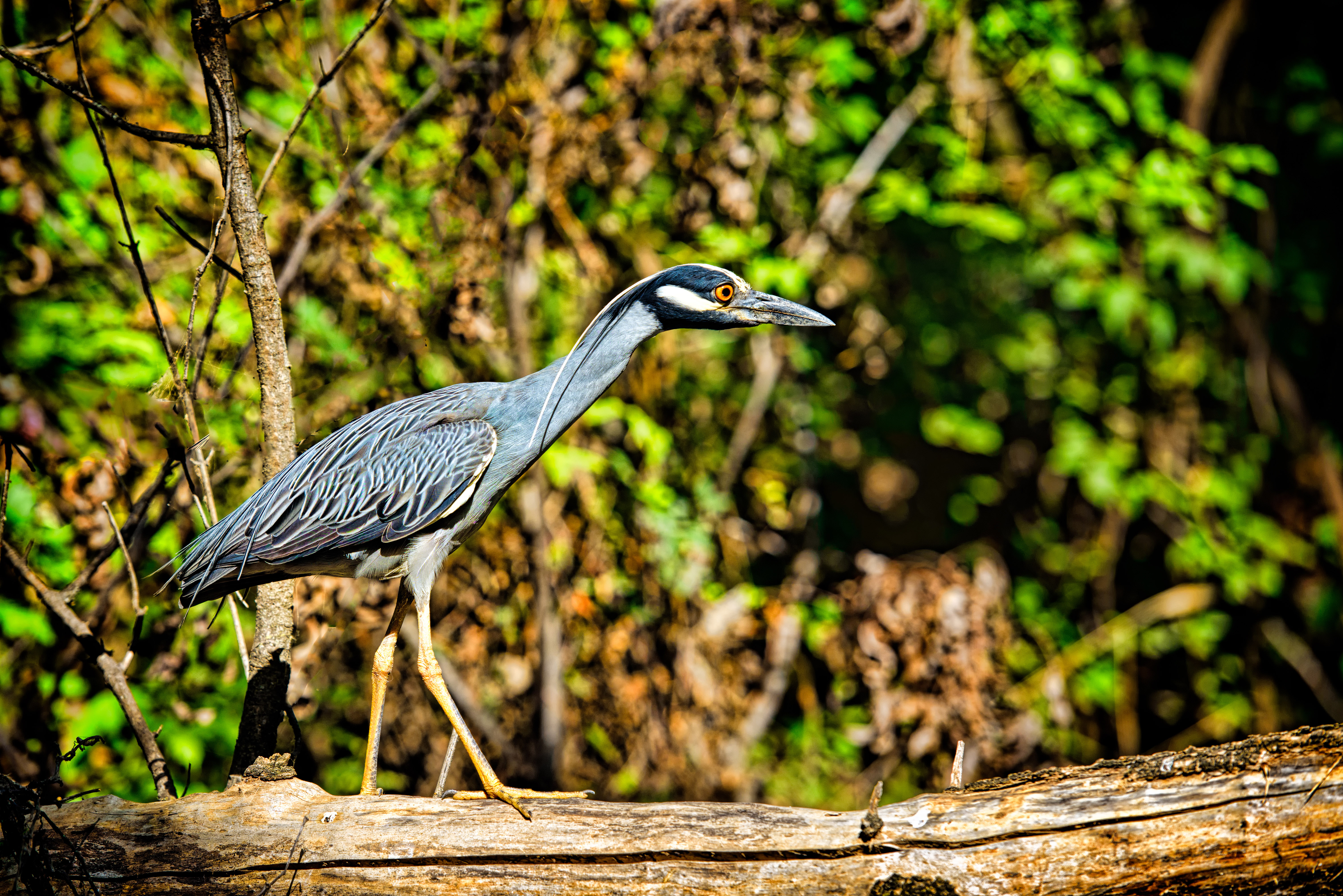

O corpo e as costas são de cor azul-acinzentada suave, com um padrão escamado preto nas asas. As longas pernas são amarelas e ficam coral, rosa ou vermelhas durante o cortejo. A parte mais característica do savacu-de-coroa é a cabeça: preta e brilhosa, com bochechas brancas e uma coroa amarelo-clara indo do bico, entre os olhos e a parte de trás da cabeça, dando à ave seu nome comum. Essas cores fazem a cabeça parecer listrada em um padrão horizontal preto-branco-preto-branco. Penas longas, finas e brancas crescem na parte de trás da coroa durante a época de acasalamento. O bico, também preto, é espesso e profundamente inserido sob os olhos, que são laranja-escuros ou vermelhos.
Como todas as garças, o savacu-de-coroa voa com batidas de asas longas e lentas. Pode ser encontrado deslizando sobre a água com as patas facilmente visíveis, estendidas diretamente abaixo da cauda, ao contrário do savacu, cujas patas mal podem ser vistas durante o voo.
Demora cerca de três anos para que o savacu-de-coroa adquira a aparência física completa de um adulto. Antes disso, os jovens apresentam sinais de imaturidade como o corpo acastanhado, a cabeça geralmente acinzentada, cores monótonas e manchas e estrias na plumagem.
Apesar de o adulto ser fácil de distinguir, o jovem pode ser muito semelhante ao jovem do socó-dorminhoco (Nycticorax nycticorax). O savacu-de-coroa juvenil tende a ficar mais reto e ter bico mais pesado e pernas mais longas, e suas manchas e estrias são mais finas do que as do socó-dorminhoco.

## Taxonomia

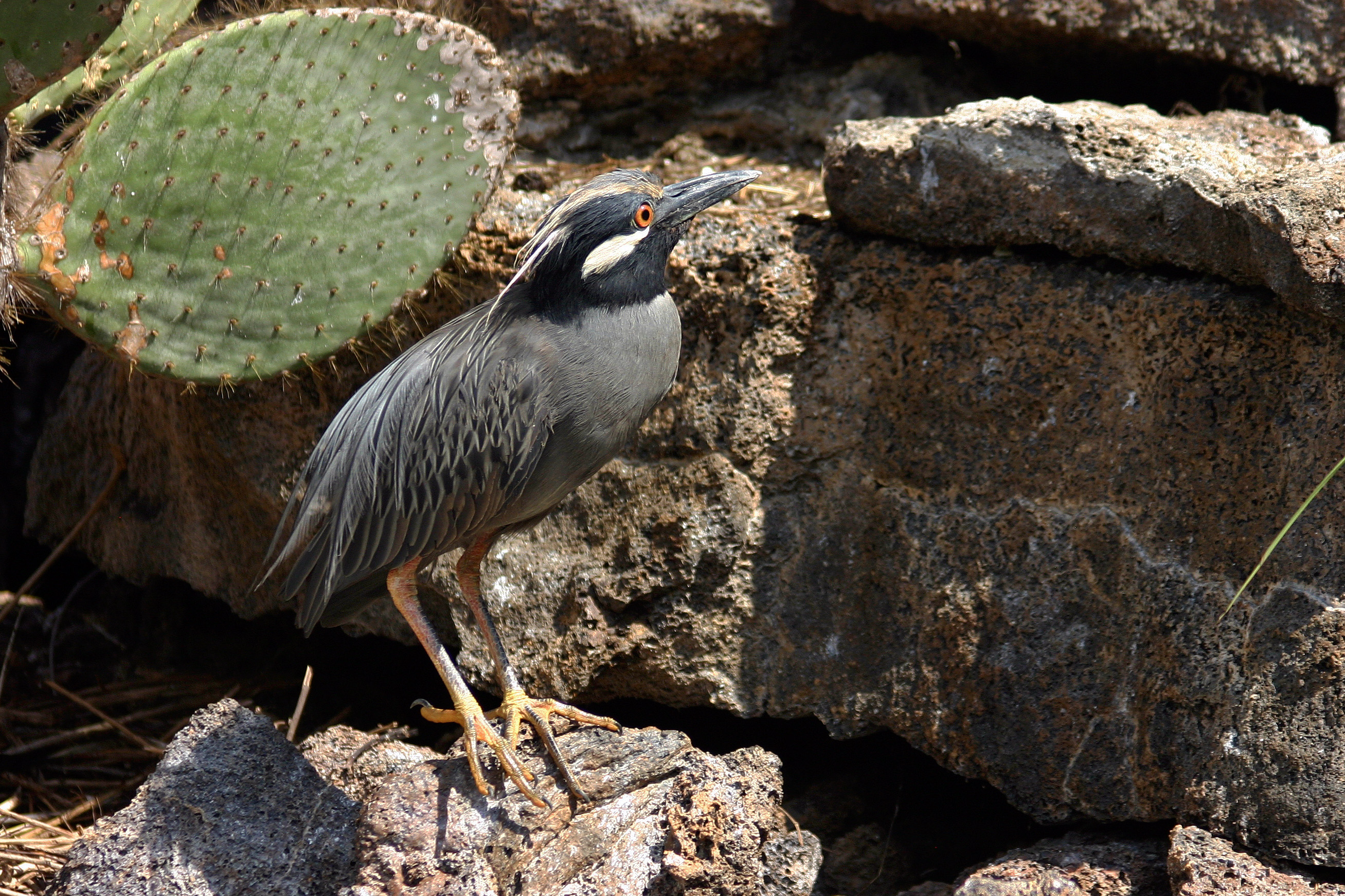
Adulto da subespécie pauper, llha de Seymour Norte, Ilhas Galápagos

Sendo uma garça, o savacu-de-coroa está relacionado às egretas e abetouros (família Ardeidae) e, por extensão, aos pelicanos e íbis (ordem Pelecaniformes). As garças noturnas são geralmente consideradas como separadas das garças diurnas (como a garça-moura e o socozinho).
Várias classificações reconhecem cinco subespécies, mas pouco se sabe sobre o quanto elas estão integradas e a variação em suas distribuições geográficas. O tamanho de seus corpos diminui de norte a sul, e o formato de seus bicos varia geograficamente, dependendo do tamanho dos crustáceos que elas comem em diferentes regiões.
As subespécies são:
- Nyctanassa violacea violacea (Linnaeus, 1758) - ocorre da região central e sudeste dos Estados Unidos da América até o leste do México e Honduras;
- Nyctanassa violacea cayennensis (Gmelin, 1789) - ocorre da Colômbia até o leste do Brasil, na região costeira do Oceano Atlântico, do estado do Pará até o estado de Santa Catarina;
- Nyctanassa violacea bancrofti (Huey, 1927) - ocorre da Baja Califórnia e oeste do México até El Salvador e no Caribe;
- Nyctanassa violacea gravirostris (van Rossem, 1943) - ocorre da Ilha Socorro nas ilhas Revillagigedo na costa oeste do México;
- Nyctanassa violacea caliginis (Wetmore, 1946) - ocorre do Panamá até o Peru;
- Nyctanassa violacea pauper (P. L. Sclater & Salvin, 1870) - ocorre no Arquipélago de Galápagos.

## Habitat

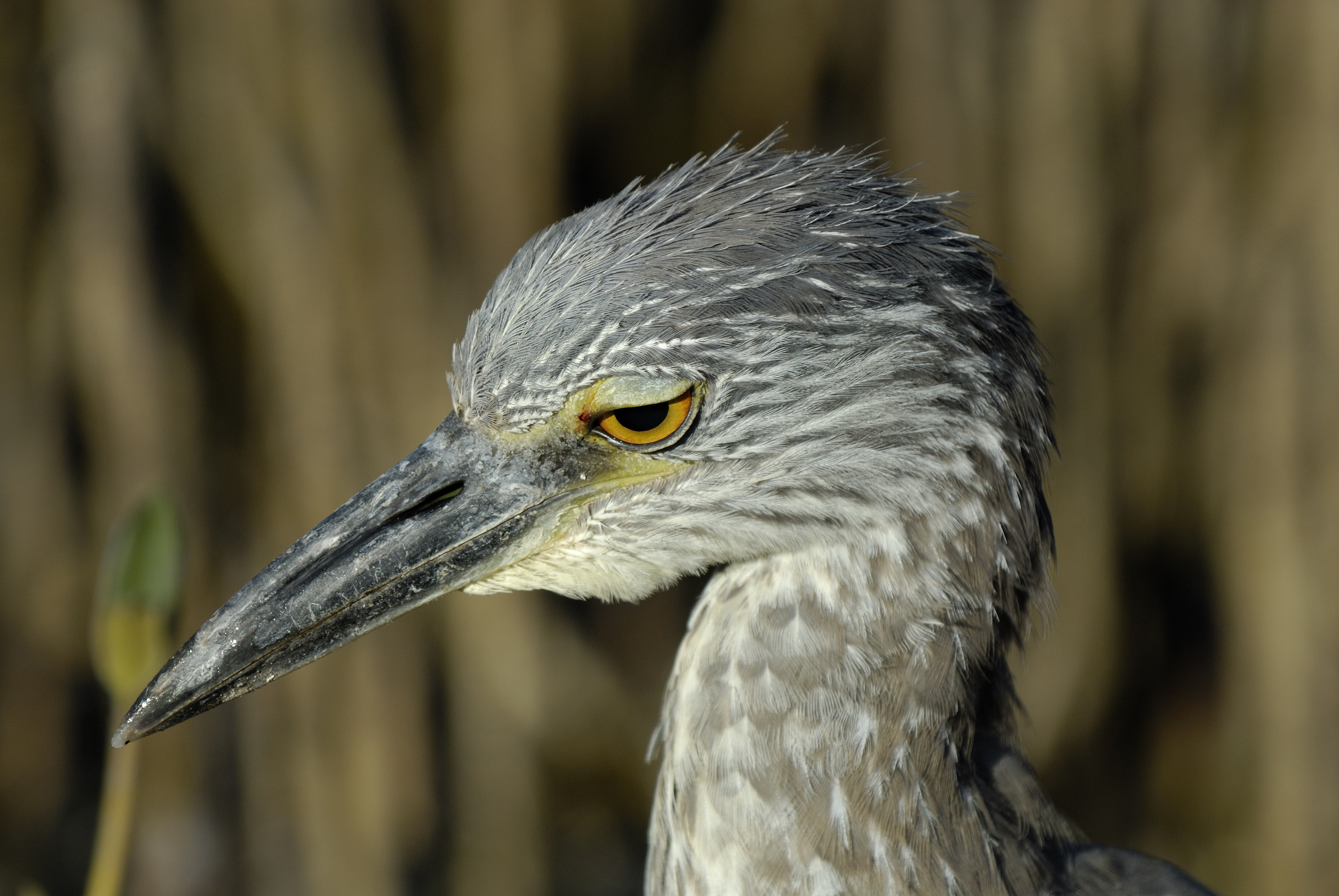
Savacu-de-coroa imaturo

O savacu-de-coroa procura águas rasas para viver, podendo ser encontrado em pântanos arborizados e margens de lagos para as populações do interior, e matagais, manguezais e costas de penhascos para populações costeiras. Também pode ser encontrado em áreas que nem sempre têm água suficiente, mas que costumam ser inundadas. Seu habitat está intimamente ligado ao dos crustáceos que constituem a maior parte de sua dieta e tolera as águas doce, salobra e salgada.
Outro fator importante do habitat são os locais de nidificação. O savacu-de-coroa precisa de arbustos ou árvores para construir ninhos, embora use saliências de rocha onde a vegetação não está disponível (por exemplo, em penhascos).
Ao contrário do socó-dorminhoco, o savacu-de-coroa não se importa em viver perto de humanos e pode ser encontrado em bairros arborizados, fazendo ninhos em telhados e calçadas. Essa coabitação pode não ser tranquila e pode criar conflitos com os humanos.

## Distribuição e migração
O savacu-de-coroa é encontrado exclusivamente nas Américas e sua distribuição depende muito da disponibilidade de alimentos (principalmente crustáceos).

### Distribuições de invernada e de ano todo
O savacu-de-coroa passa o inverno onde o clima permite a atividade de caranguejos durante todo o ano: os trópicos e as regiões subtropicais do sul da Flórida, da Costa do Golfo dos Estados Unidos (de Louisiana até o Alabama) e a costa oriental do Texas. Também é encontrado no México, na América Central, nas Ilhas Galápagos, no Caribe e no norte da América do Sul (ao sul do Peru e nas regiões costeiras do Brasil) onde geralmente reside.

### Distribuição de reprodução
De 1925 a 1960, o savacu-de-coroa espalhou-se para o norte por motivos ainda não esclarecidos. Hoje, além de suas distribuições de inverno e de ano todo, pode ser encontrado no sudeste do interior dos Estados Unidos durante a temporada de reprodução e outras colônias de reprodução isoladas foram registradas ainda mais para o interior, até a fronteira norte dos Estados Unidos.

### Migração
Diferentes subespécies e populações têm diferentes comportamentos migratórios. As subespécies e populações que são insulares ou vivem em áreas mais quentes foram confirmadas como sedentárias. As subespécies e populações tropicais migram, mas em uma extensão que ainda não está clara por falta de dados. O comportamento migratório do savacu-de-coroa mudou com sua expansão para o norte: uma subespécie (Nyctanassa violacea violacea) migra para os limites setentrionais de sua distribuição, movendo-se para norte e oeste após a reprodução. Aves observadas fora da faixa normal são geralmente novatas ou errantes.
A migração ocorre em meados de março nas latitudes mais baixas e de meados de março a abril nas latitudes mais altas.

## Alimentação
O savacu-de-coroa come principalmente crustáceos (caranguejos e lagostins), bem como insetos, alguns peixes ou vermes. Ele também pode se alimentar de lagartos, pequenos roedores e pequenos pássaros. A distribuição geográfica dele está intimamente relacionada com a presa que pode encontrar, e o tamanho e a forma de seu bico permitem que ele cace presas de tamanho específico.
O savacu-de-coroa pode forragear a qualquer hora do dia e da noite, embora prefira a noite para alimentar os filhotes. Torna-se muito agressivo se outro indivíduo se aproxima durante o forrageamento, mas tolera uma distância segura de cerca de dez metros. Ele seleciona a presa visualmente, perseguindo-a ou ficando em pé e esperando que esteja ao seu alcance. Na caça ao lagostim, ele fica na entrada da toca, sempre voltado para o sol para que sua sombra não se projete sobre a entrada da toca, o que alertaria a lagosta. Ele também pode escolher um padrão alternativo de caminhar lentamente em direção à presa com o corpo dobrado e a cabeça retraída, depois ficar em pé e esperar antes de andar devagar novamente, aproximando-se sorrateiramente de caranguejos desavisados. Às vezes, pode ser visto correndo em águas rasas atrás de uma presa, mas não seguirá uma em águas profundas.
Uma vez perto o suficiente, ele ataca com seu bico. As presas pequenas são engolidas inteiras, enquanto as presas maiores (por exemplo, um caranguejo grande) ele tenta desmembrar para comer o corpo primeiro e por último as pernas, ou para espetá-las diretamente no corpo. Ele também carrega caranguejos, moluscos ou peixes para longe da água para evitar que escapem.
Qualquer material indigestível, como cascas de caranguejo, é ejetado em uma plumada, e é bastante comum encontrar conchas e plumadas espalhadas ao redor de áreas de forrageamento e nidificação.

## Reprodução

### Cortejo e construção do ninho
Como muitos outros aspectos de sua vida, a temporada de reprodução do savacu-de-coroa depende intimamente do surgimento de caranguejos na primavera; o próprio ciclo do caranguejo depende das temperaturas. Como tal, a temporada de reprodução do savacu-de-coroa varia geograficamente, normalmente entre março e maio. Em alguns locais tropicais, pode se reproduzir durante todo o ano.
Ainda não está claro exatamente como e por quanto tempo o savacu-de-coroa forma um casal. Algumas garças chegam aos locais de reprodução já aos pares, o que significa que encontraram um parceiro durante a migração para o local ou já estão com este parceiro há algum tempo. Outras formam o par ou o renovam ao chegar ao local de reprodução.
Os locais de reprodução são escolhidos perto da água e hospedam colônias bastante pequenas de garças em reprodução, ao contrário da maioria das aves pernaltas, que fazem grandes colônias. As colônias geralmente começam pequenas com apenas um casal fazendo ninhos, depois crescem ao longo dos anos e podem durar mais de 20 anos.
Cerca de 9 a 10 dias após chegar ao local de reprodução, o casal constrói um ninho. O macho geralmente escolhe um local e começa a construir o ninho para a fêmea. Ao final, os dois pássaros decidem onde construir seus ninhos, às vezes iniciando vários ninhos antes de se estabelecerem. No início, o macho traz material (gravetos, galhos e outros) para a fêmea fazer o ninho, depois ambos desempenham os dois papéis. Às vezes, eles roubam material de um ninho próximo que está sendo construído. Eles podem ser vistos consertando seus ninhos bem na época de reprodução. Árvores e arbustos são os locais preferidos para os ninhos, as garças geralmente constroem em galhos altos longe do tronco. Um casal pode usar o mesmo ninho por anos, ampliando-o a cada estação; o primeiro ninho geralmente é grande o suficiente para conter os ovos. A construção do ninho não é o resultado de um cortejo bem-sucedido, mas sim uma parte ativa do cortejo.

#### Incubação e desenvolvimento dos jovens
O savacu-de-coroa normalmente tem uma ninhada por ano. Ele tenta substituir uma ninhada completamente perdida, se não for muito tarde na temporada de reprodução, mas não uma ninhada parcialmente perdida. A fêmea põe de dois a seis ovos, dependendo das condições, principalmente da temperatura. Os ovos são ovais e lisos, com uma cor azul-esverdeada pálida. Ambos os pais começam a proteger o ninho assim que o primeiro ovo é posto, e os dois incubam a ninhada.
De 24 a 29 dias depois, os filhotes eclodem, vulneráveis e totalmente dependentes de seus pais. Eles não se parecem em nada com os adultos, com suas penas acinzentadas curtas e macias, seu grande anel ocular azul e bico amarelo.
Durante as primeiras duas semanas, os dois adultos cuidam dos jovens. Após este período, eles protegerão os filhotes apenas do sol, da chuva ou do vento forte. Ambos os pais alimentam os filhotes, revezando-se na coleta de alimentos e na guarda do ninho. Eles regurgitam a comida no centro do ninho, em vez de alimentar cada filhote individualmente. Os jovens não reconhecem seus próprios pais e adotam seu comportamento de implorar por comida sempre que algum adulto estiver por perto; os adultos, por outro lado, reconhecem seus próprios filhotes e são agressivos com os demais filhotes, afastando-os e recusando-se a alimentá-los.
Quando o ninho fica muito apertado para os filhotes, eles começam a se aventurar até suas bordas; eles deixam o ninho de 36 a 42 dias após a eclosão. Eles ainda não podem voar, então andam em volta dos ninhos e voltam à colônia diariamente para se alimentarem, e continuam fazendo isso por mais três semanas. Eles começam a fazer voos curtos na sexta semana e são capazes de fazer voo sustentado entre a sétima e a décima primeira semana. Mais uma vez, a disponibilidade de caranguejos intervém neste ponto: quanto mais caranguejos estão disponíveis para os jovens, menos frequentemente eles voltam para o ninho e menos dependem dos adultos para serem alimentados.
Os pássaros imaturos ficam com os adultos até o final da temporada de reprodução, após a qual eles se dispersam para destinos desconhecidos. Eles não são vistos nos locais de reprodução até que tenham adquirido sua plumagem adulta (dois ou três anos depois), e pouco se sabe sobre sua ecologia nessa época. Este mistério é na verdade uma prioridade na pesquisa sobre o savacu-de-coroa.

## Interação com humanos
Como muitas outras espécies de pássaros, o savacu-de-coroa é um hospedeiro intermediário e amplificador do vírus da encefalite equina do leste (EEE). Esse vírus comum do sudeste dos Estados Unidos é letal para cavalos e também pode ser para humanos. É transmitido por mosquitos: um mosquito infectado transmie o vírus a um savacu-de-coroa, que não é afetado por ele, mas o hospeda (a garça é conhecida como um "hospedeiro reservatório" do vírus) até que outro mosquito o pegue da garça e o transmita a um cavalo ou humano. Por causa das longas distâncias pelas quais os savacus-de-coroa viajam durante a migração, eles podem transportar o vírus por áreas geográficas maiores, tornando-se amplificadores da EEE. No entanto, a EEE continua a ser uma doença rara, cujos sintomas podem ser tratados e apenas alguns casos são identificados na maioria dos anos.

## Ameaças e conservação

### Ameaças
O savacu-de-coroa não tem competição real por comida. Os adultos praticamente não têm predadores, mas os ninhos são vulneráveis a outros animais. Tanto os ovos quanto os filhotes são uma refeição atraente para o corvo-americano e alguns mamíferos, como guaxinins. Os corvos também são conhecidos por assediar o savacu-de-coroa adulto fora do ninho, ou deslocar os ovos para usar o ninho eles próprios. A importância do impacto de tal predação varia geograficamente, a Virgínia sendo o estado americano onde isso mais acontece.
As atividades humanas também constituem ameaças ao savacu-de-coroa. Em áreas onde as garças coabitam com pessoas, elas são frequentemente perturbadas ou enxotadas para longe de seus ninhos se chegarem muito perto de habitações humanas. A perda de habitat é outra grande ameaça para a espécie, com os pântanos que elas favorecem regredindo continuamente. Além disso, em algumas partes das Américas, como a Louisiana e as Bahamas, a carne do savacu-de-coroa é considerada uma iguaria, levando à caça ilegal de filhotes.

### Estado de conservação e medidas
O savacu-de-coroa geralmente não é considerado uma espécie ameaçada, pois o tamanho da população é muito grande, sua distribuição é ampla e tem uma tendência estável. De acordo com a IUCN seu estado é de espécie pouco preocupante, o que significa que nenhuma ação de conservação é necessária em toda a distribuição da espécie. No entanto, esse status muda em algumas localizações geográficas específicas, como em Indiana, Pensilvânia, Illinois e Kentucky, onde o savacu-de-coroa é considerado ameaçado. Como tal, algumas medidas de conservação são tomadas localmente, mas a conservação do savacu-de-coroa geralmente é simplesmente incluída em projetos mais amplos, especialmente aqueles que visam à conservação de áreas úmidas.
O savacu-de-coroa foi introduzido nas Bermudas no final da década de 1970 como um meio de controle biológico contra caranguejos terrestres, que eram considerados uma praga biológica, pois estavam cavando buracos nos campos de golfe e a população ficou fora de controle depois que o savacu-das-bermudas foi extinto nos anos 1600.

## Galeria

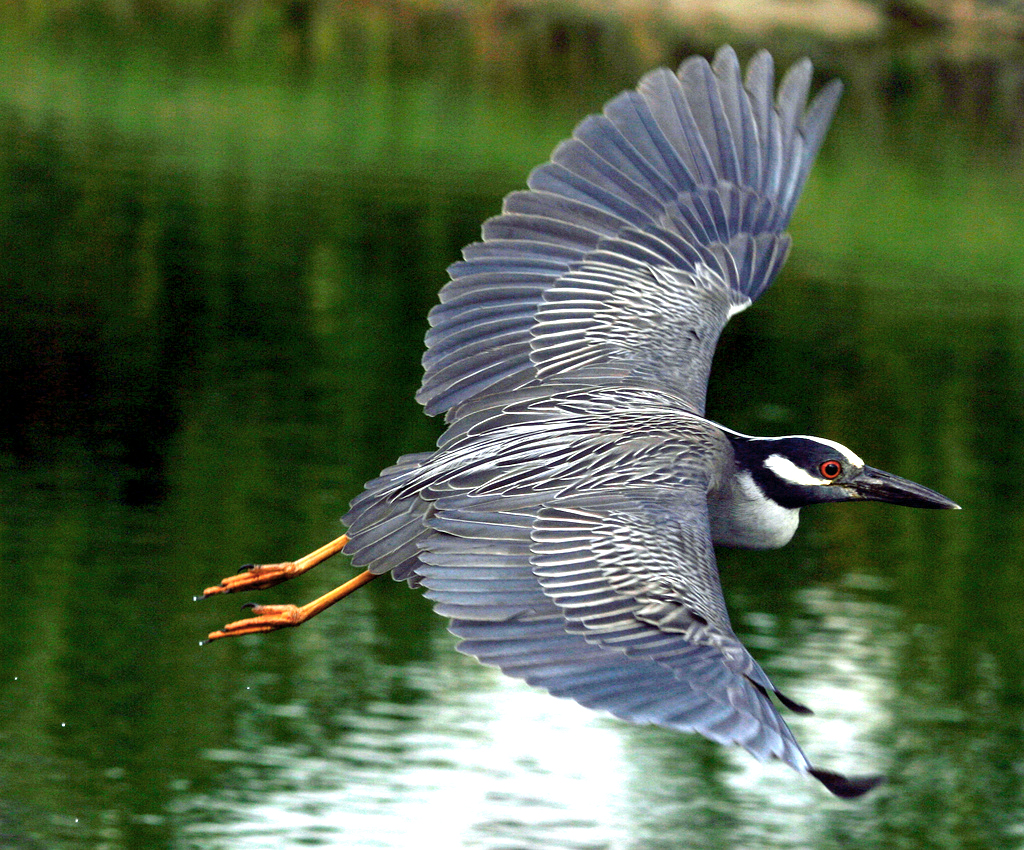
Voando
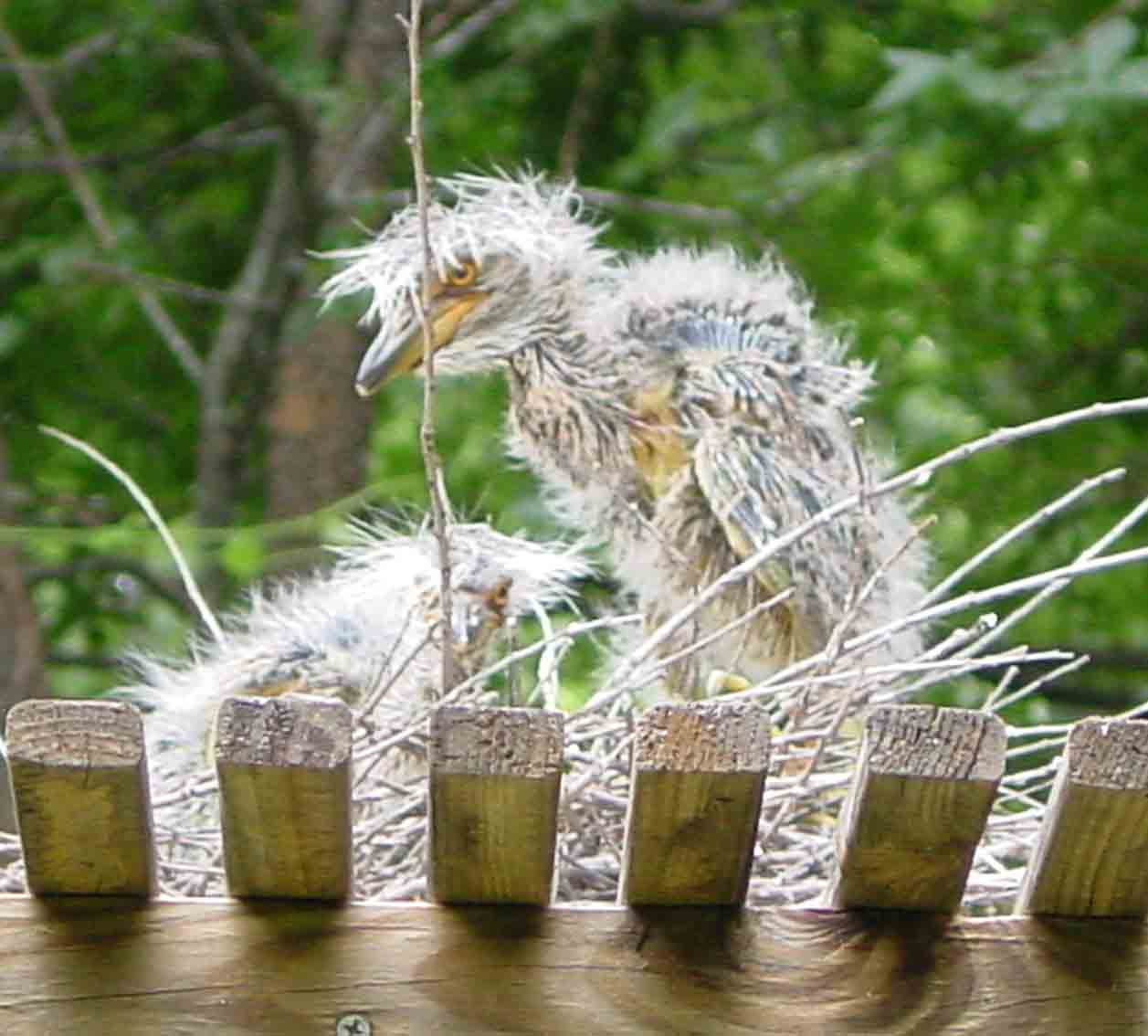
Filhotes no Texas
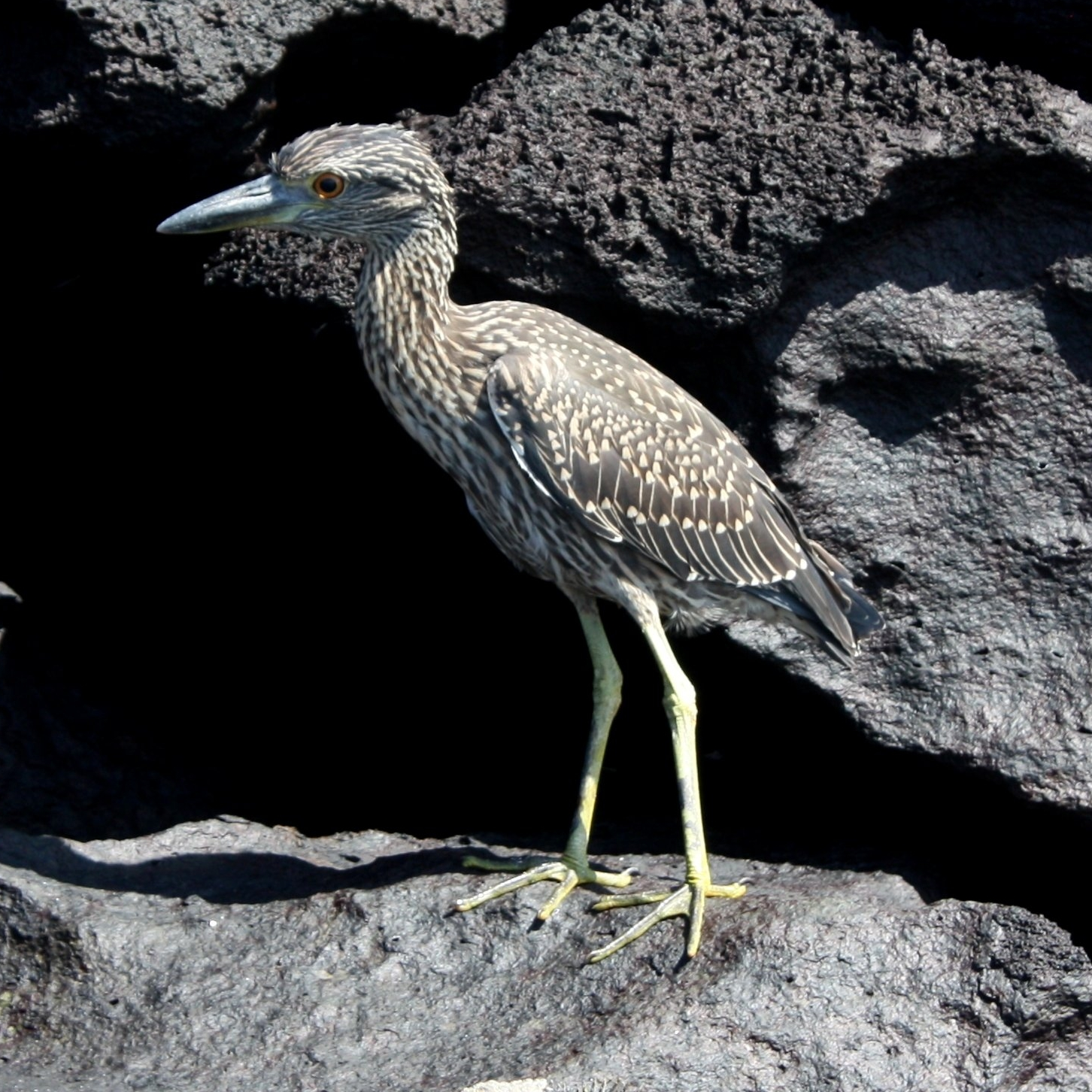
Imaturo nas Ilhas Galápagos
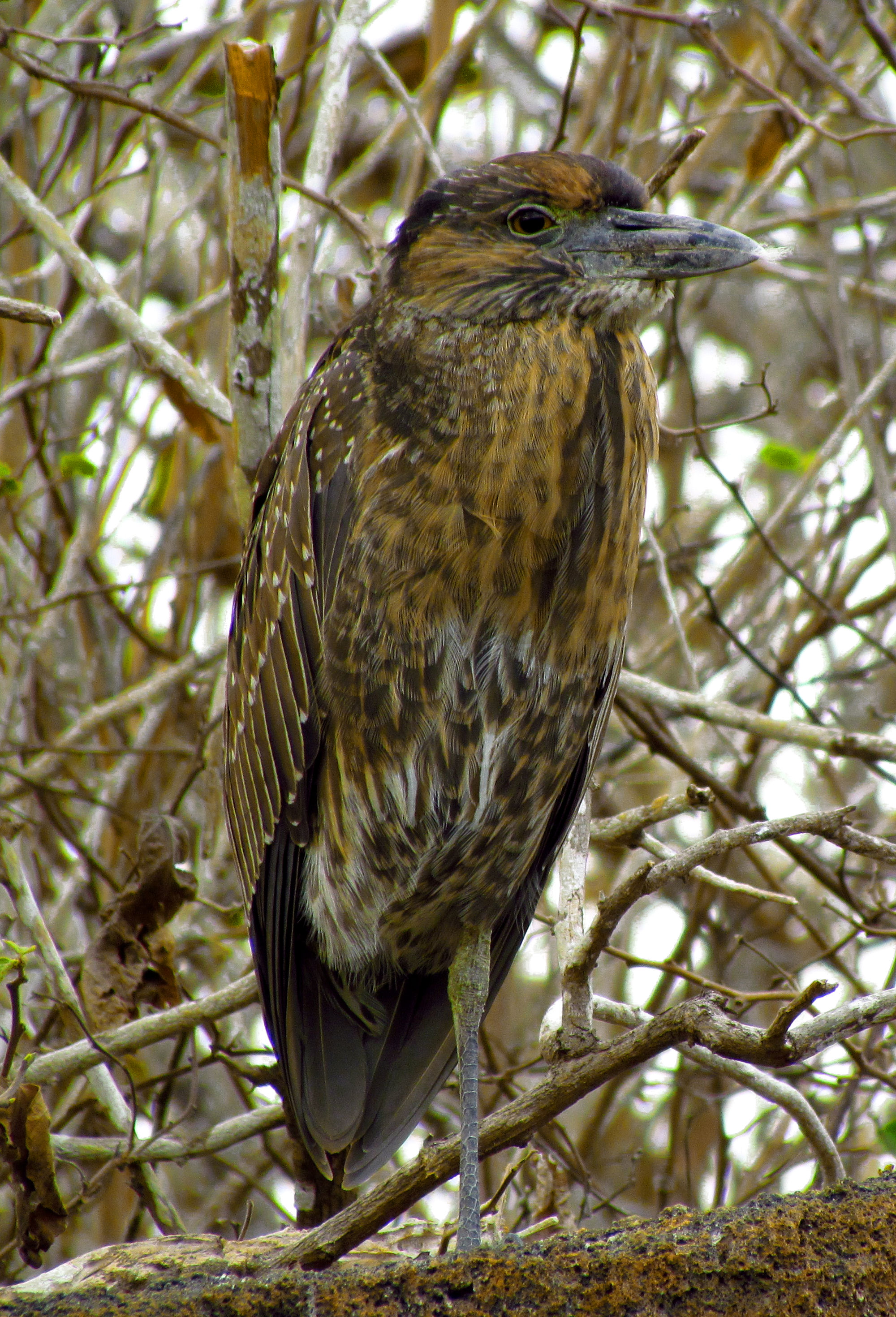
Juvenil, nas Ilhas Galápagos
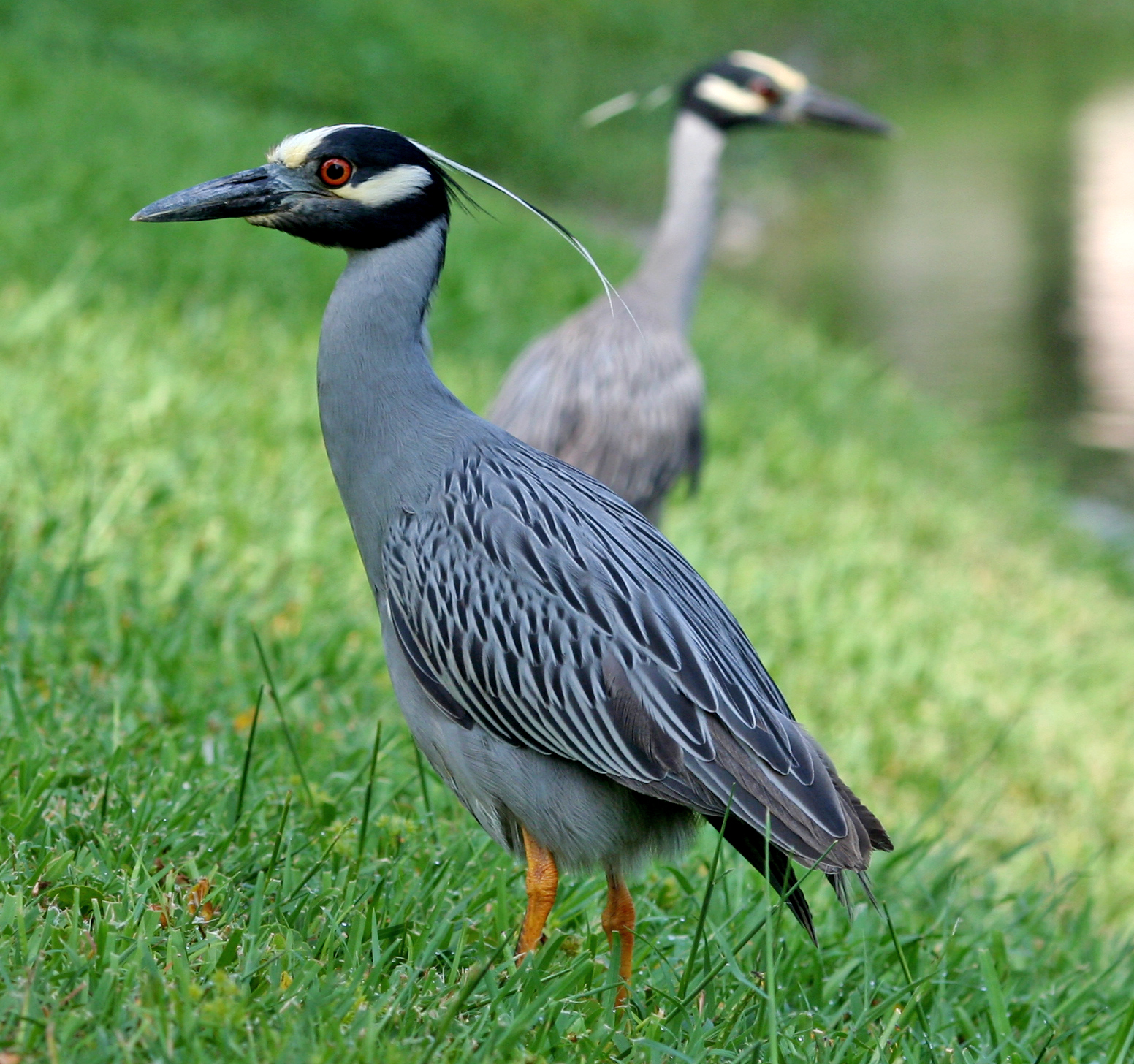
Em um lago em Tarpon Springs, Flórida